# HARD DOG
『HARD DOG』（ハード・ドッグ）は、BOWWOWの7枚目のオリジナル・アルバム。

## 概要
メンバー4人で話し合い、ハードロックに回帰することを決め、本作を制作した。
2011年1月12日には、初CD化企画により、山本恭司によるリマスタリングを行い、紙ジャケット仕様で再発売した。
アルバムジャケットはSMSレコードデザイン室勤務時代の安斎肇が手掛けている。

## 収録曲
1. Fugitive
  - 作詞：松本リッキー康男 / 作曲：山本恭司、佐野賢二
2. Gonna Be Alright
  - 作詞・作曲：山本恭司
3. Big Shot
  - 作詞：山本恭司 / 作曲：斉藤光浩
4. Can't Take It Anymore
  - 作詞：松本リッキー康男 / 作曲：斉藤光浩
5. Searching'
  - 作詞：松本リッキー康男 / 作曲：佐野賢二
6. Breakdown of the Earth
  - 作詞・作曲：山本恭司
7. My Dear Alarm Clock
  - 作詞・作曲：山本恭司
8. Judas (In Blue)
  - 作詞・作曲：斉藤光浩
9. Close to the End
  - 作詞・作曲：新美俊宏
10. New Red Boots
  - 作詞・作曲：山本恭司
11. I Know
  - 作詞：松本リッキー康男 / 作曲：山本恭司